# ホール落語
ホール落語（ホールらくご）は、演芸を上演する目的で造られた寄席や演芸場ではなく、通常は演芸を上演しない劇場やホールで開催される落語会のこと。あくまで俗称であるが、メディアでは便宜上使われている。

## 概要
明確な定義はないが、ホール落語は通常、一定以上の力量を持つ複数名の落語家が競演する。出演者は落語協会、落語芸術協会、落語立川流、円楽一門会および上方落語協会所属の落語家が混合して出演する。
演目はすべて落語だけで、寄席と決定的に違う点としては漫才、奇術などの色物は出演しない。また大銀座落語祭などのようなイベントとも異なる。一人あたりの上演時間は長くとられ、寄席ではかけられない、あるいはかけても省略したり途中でサゲるような大きな演目を、きっちりと最後まで聞くことができる。ネタ出しする会も多い。「桂○×独演会」、「○馬・三△二人会」、「×○ホール新春寄席」など不定期に行われる落語会は、基本的に月一回のペースで定期的に開催されるホール落語とは区別される。
1960年代以降はホール落語全盛といわれている。寄席が儲からない時もホール落語には観客が詰めかけた。

## 東京
落語の質を保つための努力が明治期からなされてきた。お座敷やドサ周り興行等ではない、「落語を愛するファンによる、ファンのための落語会」は戦前から試行的に行われてきた。それらは戦後、より強力に推進されることになった。完全な個人でも、熱意と人脈を持って良心的落語家と良識的観客とをともに獲得し得た。また、東京ならではの特色として、放送局の収録用の落語会もホール落語として長く続いている。

### 代表的なホール落語会

#### 三越落語会
- 1953年4月～
- 主催 三越伊勢丹
  - 会場 三越劇場（三越本店内）
  - 久保田万太郎の提唱
    - 継続中（中断中）　＊観客を入れての会は2020年３月の第314回から中断中。別途オンラインを開催。

#### 東京落語会
- 1959年7月30日～
- 主催 NHK・NHKサービスセンター・落語協会・落語芸術協会
- 初期は、形式上NHKから独立した「東京落語会」（会長・久保田万太郎）が主催という形をとった。
  - 会場 首都圏持ち回り
  - 過去の会場 サンケイホール、銀座ヤマハホール、ニッショーホールなど
    - 過去に東日本大震災や新型コロナとその他の理由で9回中止になっている。
    - かつてはウェブ上に情報をまったく出していなかったが、2011年7月より公式サイト開設。
- コロナウイルス感染予防のため2020年3月～9月まで開催中止[1]。
- 2020年10月より、座席をチケットぴあで一般発売、月1回・夜1回公演だったのを月1回・昼夜2公演形式に変更して開催してきたが、持続的な開催が困難になったとして月1回の開催は2021年3月19日をもって終了が発表された。
- 2021年度からは、年数回、東京近郊のホール・劇場で無料の公開観覧番組として開催・収録を行う。
- 問い合わせ専用電話は2021年3月31日、ホームページは4月30日で閉鎖。

#### 紀伊國屋寄席
- 1964年11月～
- 主催 紀伊國屋書店
  - 会場 紀伊國屋ホール
    - 継続中

#### 第五次落語研究会（TBS落語研究会）
- 1968年3月～
- 主催 TBS
  - 会場 よみうり大手町ホール
    - 継続中　＊コロナ禍による無観客の回有
    - 第五次落語研究会の項も参照

#### にっかん飛切落語会
- 2011年10月18日～
- 1974年7月から2007年12月まで続いた第1期「にっかん飛切落語会」から、2008年4月から2011年8月まで続いた第2期「新にっかん飛切落語会」（明治記念館、浜離宮朝日ホール）を経て、再び名称を戻して現在に至っている。
- 旧・飛切落語会の名演は日本音声保存(ANY)からCD化されている
- 主催 日刊スポーツ新聞社
- 協賛 竹書房、日本音声保存
- 協力 イイノホール
  - 会場 イイノホール
    - 継続中（2017年3月22日で第359夜）

#### 朝日名人会
- 1999年2月～
- 主催 朝日新聞社
- 協賛 ソニー・ミュージックダイレクト
- プロデュース 京須偕充
  - 会場 有楽町朝日ホール
    - 継続中

#### = 朝日いつかは名人会
- 2006年4月～
- 主催 朝日新聞社
- プロデュース 京須偕充
  - 会場 浜離宮朝日ホール・小ホール
    - 継続中（2017年11月16日で第49回（予定））

#### 東横落語会（第1期・終了）
- 1956年5月～1985年6月28日
- 主催 湯浅喜久治
  - 会場 東横ホール（歌舞伎、新派劇、落語などを上演。東急百貨店東横店9F･10F）。1985年7月に閉鎖）
    - 2013年4月より、渋谷ヒカリエ内ヒカリエホールで同名の落語会が「伊藤園 presents 東横落語会」として復活（主催・東横落語会実行委員会、東京急行電鉄、東急百貨店、東急エージェンシー、サンケイリビング新聞社）[2]したが、再び中断している。

#### イイノ精選落語会（終了）
- 全41回で終結 1962年4月～1968年12月
- 主催 矢野誠一
  - 会場 イイノホール

#### 東西落語研鑽会（終了）
- 第30回で終了 2003年3月18日～2008年11月17日
- 主催 六人の会
  - 会場 よみうりホール

### トピックス
湯浅喜久治の東横落語会と矢野誠一の精選落語会はレギュラー制を敷いていた。レギュラーは次の通り。
- 東横落語会
  - 8代目桂文楽
  - 5代目古今亭志ん生
  - 6代目三遊亭圓生
  - 3代目桂三木助
  - 5代目柳家小さん
- 精選落語会
  - 8代目桂文楽
  - 6代目三遊亭圓生
  - 8代目林家正蔵
  - 8代目三笑亭可楽
  - 5代目柳家小さん

東横落語会のほうは最後には全員が、精選落語会では可楽を除いて、全員落語協会会員である（三木助は最晩年に日本芸術協会を脱退して落語協会に加入）。つまり（まともな）落語ファンや「通」が好むのは落語協会で、当時全盛を誇っていた日本芸術協会ではないということがメンバー選定によって図らずも明らかになった。
矢野は志ん生の大ファンである。三木助も入れたかった。しかし、精選落語会開始時にはもう三木助は死んでおり、志ん生は病に倒れた後であった。正蔵と可楽はその穴埋めだった。しかし、矢野にはうれしい誤算があった。アンケートから判明した事実として、可楽のファンが世間に驚くほど多く、大挙してホールを訪れているのであった。可楽の語り口には他人にまねできない独特の味があり、「可楽が死んだら落語は聞かない」というファンが多かったのだ（『落語家の居場所』）。
もちろん、志ん生が復活した後はどんどん出演してもらった。志ん生も末期には重要性の低い仕事はどんどん切っていき、最後まで続けていたのは精選落語会だけだった。志ん生最後の高座は精選落語会である。
TBS落語研究会の出演はTBS専属落語家が中心となる。それは
- 8代目桂文楽
- 6代目三遊亭圓生
- 8代目林家正蔵
- 5代目柳家小さん
- 4代目三遊亭圓遊

といったメンバーであった。
以上紹介した三つの会に、文楽・円生・小さんの三人が共通して入っていることに注目してほしい。すなわち彼らこそ戦後の古典落語の頂点であったのだ。
また東西落語研鑽会の主力は当然、主催の六人の会メンバーである。

### チケット
寄席の類と異なり、発足時からチケットはほぼ全席前売り発売され、当日券はまったく存在しないか、わずかしか用意されない。どちらもすぐに売り切れる。入手が困難であった。
特に東西落語研鑽会は常連客向けチケット先行販売で殆どの席が売り切れ、一般客にとって極めて入手困難だった。 
なお東京落語会は基本的に会員制であったが、2020年10月～2021年3月まではぴあでの発売となった。
落語研究会は春に一年間の通し券を購入するのが一般的。朝日名人会も通し券システムを導入しているが、ともに少数の一回券・当日券が出る場合がある。

## 上方落語
戦前、戦時中は5代目笑福亭松鶴が中心となって上方はなしを聴く会が行なわれたりしていた。戦後は長年定席の寄席が存在しなかった事や2代目春團治死後、スター不在となった上方落語界を盛りたてる意味でABCやNHKが企画した落語会が昭和30年代にスタート。
- ABC上方落語をきく会
  - 主催・ABC（松本昇三）
  - 第1回 1955年12月1日 三越劇上方落語の会場（大阪高麗橋）
- NHK上方落語の会
  - 主催・NHK
  - 第1回 1961年5月 心斎橋の日立ホール